# Кищенко, Дмитрий Николаевич
Дмитрий Николаевич Кищенко (29 марта 1979) — казахстанский «футболист.

## Карьера

### Клубная
Начал профессиональную карьеру в 1995 году в дубле Ферро». На следующий сезон был переведён в основной состав. За 4 сезона, проведённые в «Ферро», сыграл 16 матчей. После, в 1999 году перешёл в алматинский «ЦСКА». В том же году перешёл в донецкий «Шахтёр». Там, Кищенко не смог закрепиться в основном составе клуба, играл во второй, в третьей команде донецкого «Шахтёра», в аренде в «Виннице».
В 2002 году вернулся обратно в «Казахстан, в Женис». Там он провёл один сезон, после так же по одному сезону провёл в «Экибастузце» и в «Актобе-Ленто».
В 2005 году перешёл в «Есиль-Богатырь», где в 2007 году закончил свою карьеру.

### Сборная
Кищенко играл в составе молодёжной сборной Казахстана, сыгравшей единственный раз в финальной части чемпионата мира.
Сыграл 3 матча за главную сборную, не забил не одного гола. Первый матч за сборную сыграл 10 декабря 2000 года против сборной ОАЭ. Последний матч за сборную сыграл 27 апреля 2003 года против сборной Фарерских островов.

## Достижения
«Женис»
- Обладатель Кубка Казахстана: 2002

## Личная жизнь
По состоянию на 2014 год жил в Самаре, владел рекламным агентством.